# Lloyd Banks
Pour les articles homonymes, voir Christopher Lloyd, Lloyd et Banks.
Lloyd Banks, de son vrai nom Christopher Charles Lloyde, né le 30 avril 1982 à New Carrollton, dans le Maryland, est un rappeur américain. Il est membre du groupe de rap East Coast G-Unit, aux côtés de ses amis d'enfance et rappeurs 50 Cent et Tony Yayo. Élevé à South Jamaica, dans le Queens, il abandonne l'école en 1998. Le G-Unit compte deux albums, Beg for Mercy en 2003 et T.O.S. (Terminate on Sight) en 2008. Banks publie son premier album solo The Hunger for More en 2004 qui contient le single à succès On Fire. Il est suivi de Rotten Apple en 2006 avant le départ de Banks d'Interscope Records en 2009. En 2010, le G-Unit signe chez EMI pour la distribution du troisième album solo de Banks, The Hunger for More 2, publié le 22 novembre 2010.

## Biographie

### Jeunesse
Banks est né à New Carrollton, dans le Maryland et a grandi dans le Queens, à New York ; il a des origines porto-ricaines et afro-américaines. Pendant toute l'enfance de Lloyd, son père restera en prison restant seul avec sa mère et ses deux frères et sœurs. Lloyd étudiera à la August Martin High School mais arrêtera l'école en 1998 à 16 ans. Dans son quartier de South Jamaica, Il fut témoin de scènes choquantes lors de son enfance, notamment plusieurs homicides (épisodes qui seront détaillés à la fin de son premier album The Hunger for More.)
Pour son nom de scène, il reprend le nom de son arrière grand-père Banks. Cela lui permet de faire un jeu de mots avec la banque anglaise Lloyds Bank, fondée à Birmingham en 1765.

### Carrière avec la G-Unit (1999–2004)
Le G-Unit est fondé, aux côtés des amis d'enfance de Lloyd Banks, 50 Cent et Tony Yayo. Ils font la rencontre de Young Buck à la délocalisation du groupe UTP Records à New York ; 50 Cent l'écoutera rapper. Après la signature de 50 Cent pour un contrat avec le label Aftermath Entertainment, le groupe recrute et signe Young Buck pour remplacer Tony Yayo, alors écarté du groupe par une peine de prison. Il rejoindra 50 Cent aux tournées Nas Promo Tour, Cash Money Tour et Ruff Ryders Tour ensuite. Banks s'associe ensuite à des rappeurs et producteurs locaux pour la production de mixtapes. 50 Cent obtient alors son propre label grâce à Dr. Dre et publie l'album Get Rich or Die Tryin' ; Lloyd Banks participe à la chanson Don't Push Me, et à la version remixée de P.I.M.P. Peu après la fondation du propre label du groupe, G-Unit Records, le G-Unit publie son premier album officiel Beg for Mercy en novembre 2003, plus tard certifié double disque de platine.
Le 10 septembre 2001, Lloyd Banks est touché par balle à deux reprises à sa sortie d'une boîte de nuit du Southside Jamaica, dans le Queens. Touché dans le dos et à l'estomac, il tente de rejoindre l'hôpital le plus proche. Il se réveille le lendemain avant les attaques du 11 septembre et assiste impuissant à l'effondrement des tours jumelles depuis son lit d'hôpital. En août 2005, Lloyd Banks, Young Buck, et leur entourage traversent Manhattan dans un van, mais le véhicule est percuté après avoir passé un feu rouge. Des policiers rapportent avoir trouvé des armes dans le van. Une enquête est alors effectuée pour savoir à qui appartiennent ces armes. Lloyd Banks et Young Buck sont appréhendés pour détention illégale d'armes le 8 novembre 2006. Également, au matin du 9 janvier 2010, dans un hôtel de Kitchener, Ontario, une altercation éclate entre Banks et un promoteur de concerts concernant les recettes. Banks, et trois de ses associés, sont appréhendés pour agression aggravée, puis libérés sous caution.

### Carrière solo etThe Hunger for More(2004–2005)
Lloyd Banks publie son premier album solo The Hunger for More en juin 2004. Le premier single s'intitule On Fire avec 50 Cent, qui n'y est pas crédité. Banks explique le titre de son album : « Quand je parle de The Hunger for More, ça peut désigner l'envie d'avoir plus de succès. C'est aussi le désir d'avoir plus de thune. Ou de respect. De pouvoir. D'être mieux défini. Toutes ces choses mènent à une envie d'en vouloir plus, parce que mon plus n'est pas celui des autres. Je me sens prêt, parce que je possède déjà tout ce que les gens de mon quartier dans lequel j'ai grandi tentent d'avoir. » L'album est un succès commercial et est bien accueilli par la presse spécialisée. Il compte plus d'1,5 million d'exemplaires vendus en 2013 et est certifié disque de platine par la RIAA.

### Rotten Apple(2006–2008)
The Big Withdraw est prévu pour être le deuxième album de Lloyd Banks. L'album est filtré sur Internet par deux femmes avec qui il a fait un ménage à trois. Cette version filtrée de l'album compte 23 titres. Durant une interview, Lloyd Banks commente cet événement : « Je confirme ces rumeurs. C'est moi qui en ai fait trop. J'ai perdu la tête et j'ai voulu me faire deux nanas à la fois. On ne fait pas gaffe à ces petits trucs. Il y avait un disque dans une mixtape de DJ Whoo Kid. C'était juste un CD vierge avec plusieurs titres. J'en avais 70 ou 80, et on peut pas en mettre autant sur un disque. Donc j'avais 14 titres des deux dernières semaines, ou un truc comme ça. Ce que je sais d'autre, c'est que je n'arrive pas à retrouver ce CD. Je suppose que j'ai dû le perdre aussi dans un événement similaire... »

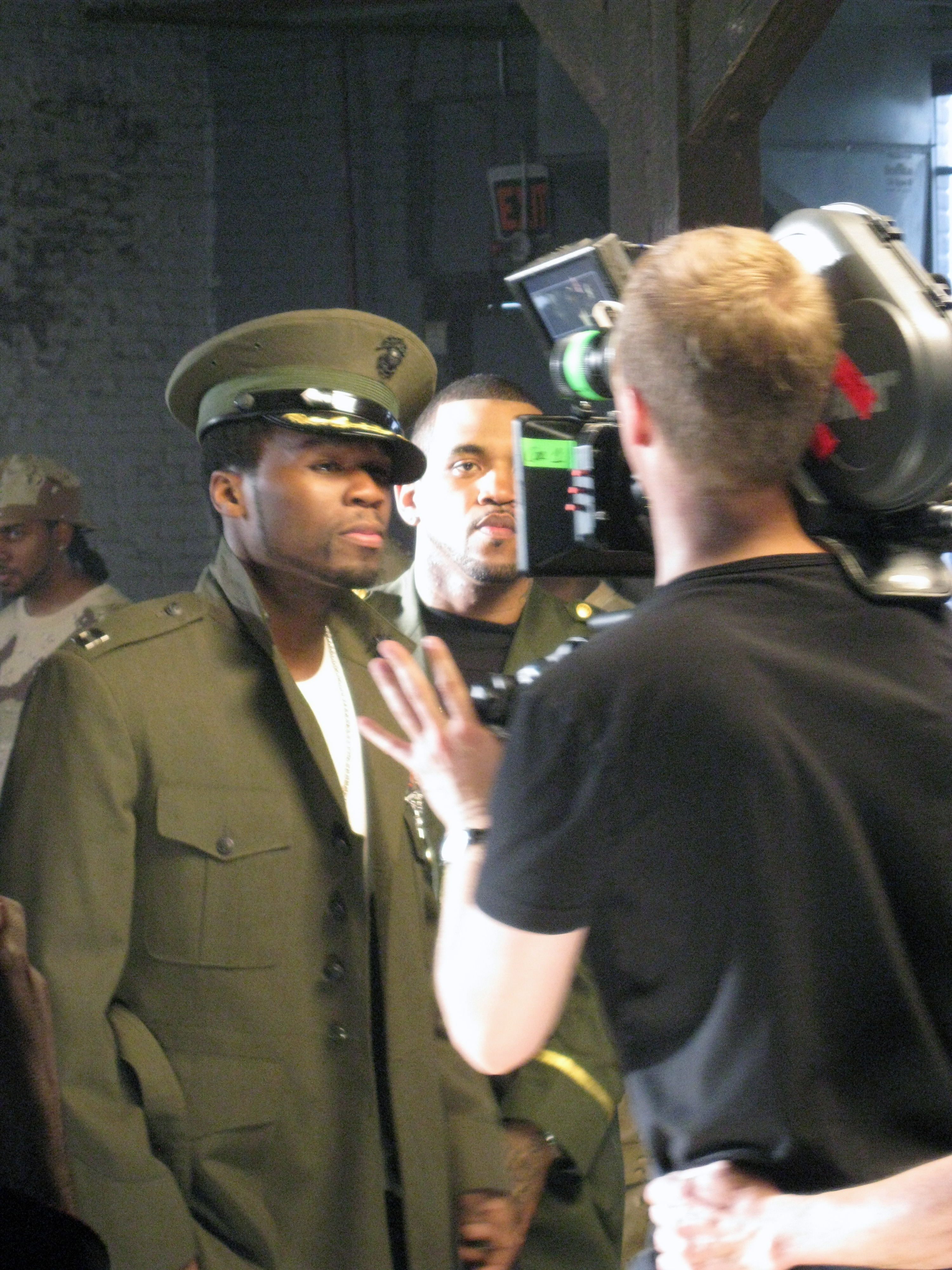
50 Cent (gauche) et Lloyd Banks (droite) lors du tournage du clip G-Unit at the Rider Pt. 2.

Après cet événement, Lloyd Banks se lance dans l'album Rotten Apple, joué sur la radio new-yorkaise sous le titre The Big Apple. Il est publié le 10 octobre 2006. L'album débute troisième des classements et se vend à 143 000 exemplaires la première semaine. Rotten Apple contient trois singles Hands Up, The Cake et Help.

### Départ d'Interscope (2009)
Banks est renvoyé d'Interscope Records en 2009,. Il est toujours signé chez G-Unit Records, label dans lequel il prévoit la sortie d'un nouvel album. Banks publie une mixtape pendant son 27e anniversaire, publiée le 30 avril 2009 ; il contient le titre Officer Down qui est un diss song envers Rick Ross. Banks publie une autre mixtape en 2009 intitulée V5,.
Un an plus tard, en 2010, Interscope Records tente à nouveau de signer Lloyd Banks. Il refuse et publie son troisième album chez G-Unit Records.

### The Hunger for More 2et EMI (2010–2013)
En fin janvier 2010, Banks annonce un nouveau titre Beamer, Benz, or Bentley en featuring avec Juelz Santana, issu de son futur album. Beamer, Benz, or Bentley atteint la 49e place du Billboard Hot 100. En début juin, Banks publie le second single de l'album, Any Girl en featuring avec Lloyd. Plus tard le 2 novembre 2010, il publie un troisième single Start It Up en featuring avec Swizz Beatz, Kanye West, Ryan Leslie et Fabolous.
Lloyd Banks annonce un premier titre de son futur album, The Hunger for More 2. Le titre est confirmé par 50 Cent lors d'un entretien avec MTV News. D'après Banks, Interscope tente de le signer à nouveau après le succès de son titre Beamer, Benz, or Bentley, bien qu'il soit déjà signé chez EMI. Renvoyé d'Interscope Records en 2009, Lloyd Banks annonce le vendredi 13 août 2010 sur MTV News un accord de distribution nord-américain entre EMI et le label de 50 Cent, G-Unit Records, qui inclura son troisième album H.F.M. 2 (Hunger for More 2).

### Retour avec la G-Unit (depuis 2014)
Durant une performance dans un BB King à New York City le 2 août 2015, Banks publie la très attendue mixtape Cold Corner 3 et exprime sa déception quant au hip-hop actuel.

## Discographie

### Albums studio
- 2004 : The Hunger for More
- 2006 : Rotten Apple
- 2010 : H.F.M. 2 (The Hunger For More)
- 2021 : The Course Of The Inevitable
- 2022 : The Course Of The Inevitable 2
- 2023 : The Course of the Inevitable III: Pieces of My Pain

### Mixtapes
- 2003 : Mo Money In The Bank Part 1
- 2003 : Mo Money In The Bank Part 2
- 2004 : Mo Money In The Bank Part 3 (Cashing In)
- 2006 : Money In The Bank - Gang Green Season Starts Now Part 4
- 2005 : The Final Chapter: Gang Green Season Continues Part 5
- 2008 : Return of the PLK (Vol 1)
- 2008 : Halloween Havoc (Vol. 2)
- 2009 : The Cold Corner (Vol. 3)
- 2009 : 4.30.09 (Vol. 4)
- 2009 : V5 (Vol. 5)
- 2011 : The Cold Corner 2
- 2012 : V6 The Gift
- 2013 : F.N.O. (Failure's No Option)
- 2015 : Halloween Havoc 2
- 2016 : All Or Nothing: Live It Up
- 2016 : Halloween Havoc 3: Four Days Of Fury
- 2023 : Halloween Havoc 4: The 72nd Hr (New Album) Ft. Vado, Sy Ari Da Kid

### Singles
- 2004 : On Fire feat. 50 Cent
- 2004 : Karma feat. Avant
- 2004 : I'm So Fly
- 2006 : Hands up feat. 50 Cent
- 2006 : The Cake feat. 50 cent
- 2006 : Help feat. Keri Hilson
- 2010 : Beamer, Benz Or Bentley feat. Juelz Santana
- 2010 : Beamer, Benz Or Bentley Remix feat. Ludacris, The Dream, Jadakiss & Yo Gotti
- 2010 : Any Girl feat. Lloyd
- 2010 : Start It Up feat. Kanye West, Swizz Beatz, Ryan Leslie, Fabolous
- 2010 : Don't Deserve You feat. Jeremih
- 2011 : So Forgetful feat. Ryan Leslie
- 2011 : Where I'M At feat. Eminem – Produit par Devyn Diamond

### Apparitions
- 2003 : Loyal to the game feat. 50 Cent & Young Buck & Tupac Shakur
- 2003 : Don't Push Me feat. 50 Cent & Eminem sur l'album Get Rich or Die Tryin'
- 2003 : True Loyality feat. 50 Cent & Tony Yayo sur l'album 50 Cent: The New Breed
- 2003 : 8 Mile Road (G Unit Remix) feat. 50 Cent & Tony Yayo sur l'album 50 Cent: The New Breed
- 2003 : Follow Me Gangster feat. 50 Cent & Tony Yayo sur l'album Cradle to the Grave
- 2003 : We All Die One Day feat. Obie Trice, 50 Cent & Eminem sur l'album Cheers
- 2003 : Ride Wit U feat. Joe & Young Buck sur l'album And then...
- 2003 : Why You Gotta Look So Good? feat. Mýa sur l'album Moodring
- 2004 : Prices On My Head feat. Young Buck & D-Tay sur l'album Straight Outta Cashville
- 2004 : DPG Unit feat. Young Buck, Snoop Dogg, 50 Cent, Daz Dillinger & Supafly sur l'album Straight Outta Cashville
- 2004 : Victory 2004 feat. P. Diddy, The Notorious B.I.G., 50 Cent & Busta Rhymes sur l'album Bad Boy's 10th Anniversary... The Hits
- 2004 : Bangers feat. The Alchemist sur l'album 1st Infantry
- 2005 : Hate It Or Love It (G Unit Remix) feat. 50 Cent, The Game, Young Buck & Tony Yayo sur l'album The Massacre
- 2005 : We Don't Give a Fuck feat. Tony Yayo, 50 Cent & Olivia sur l'album Thoughts of a Predicate Felon
- 2005 : I Know You Don't Love Me feat. Tony Yayo, 50 Cent & Young Buck sur l'album Thoughts of a Predicate Felon
- 2005 : Things Change feat. Spider Loc & 50 Cent sur l'album Get Rich or Die Tryin'
- 2005 : You Already Now Know feat. 50 Cent & Young Buck sur l'album Get Rich or Die Tryin'
- 2005 : Get Low sur l'album Get Rich or Die Tryin'
- 2005 : Born Alone, Die Alone sur l'album Get Rich or Die Tryin'
- 2005 : I Don't Know Officer feat. 50 Cent, Spider Loc & Ma$e sur l'album Get Rich or Die Tryin'
- 2005 : Rompe (Remix) feat. Daddy Yankee & Young Buck sur l'album Barrio Fino en Directo
- 2006 : Stole Something feat. Mobb Deep sur l'album Blood Money
- 2006 : Touch It (Remix) feat. Busta Rhymes, Mary J. Blige, Rah Digga, Missy Elliott, DMX & Papoose sur l'album The Big Bang
- 2006 : Twist It feat. Olivia sur l'album Behind Closed Doors
- 2006 : You Don't Know feat. 50 Cent, Eminem & Ca$his sur l'album Eminem Presents: The Re-Up
- 2007 : Talk About Me DJ Drama Album feat. Young Buck & Tony Yayo
- 2009 : Reparation feat. Freeway
- 2009 : Luv Wit ya Boy feat. Ron Brownz & Taner
- 2010 : Where I Am at feat. Eminem
- 2011 : Champion feat. Dj Suss One, Jadakiss, French Montana, Junior Reid, Floyd Mayweather Jr.
- 2021 : Element Of Surprise sur la bande originale Conflicted de Griselda issu du film éponyme